# Pedicia (Pedicia) savtshenkoi
Pedicia (Pedicia) savtshenkoi is een tweevleugelige uit de familie Pediciidae. De soort komt voor in het Palearctisch gebied.